# Matryca strukturalna

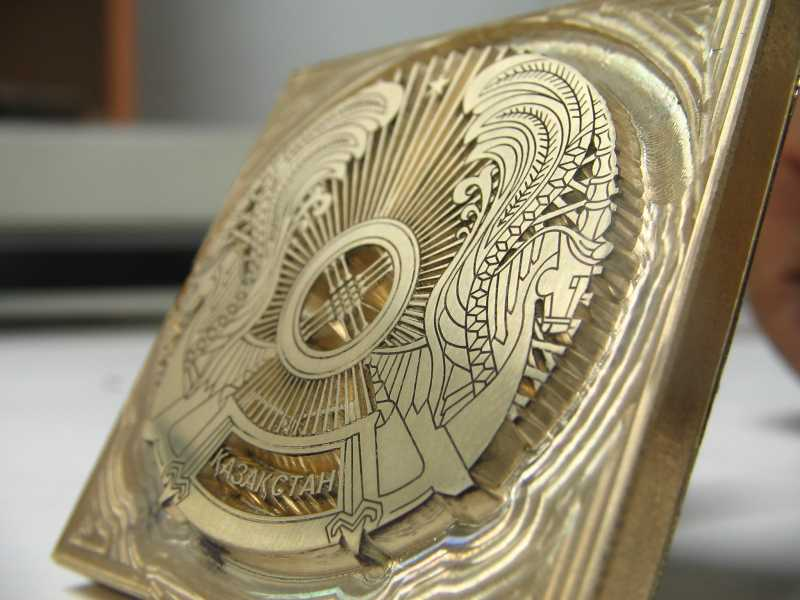
Matryca strukturalna przedstawiająca herb Kazachstanu

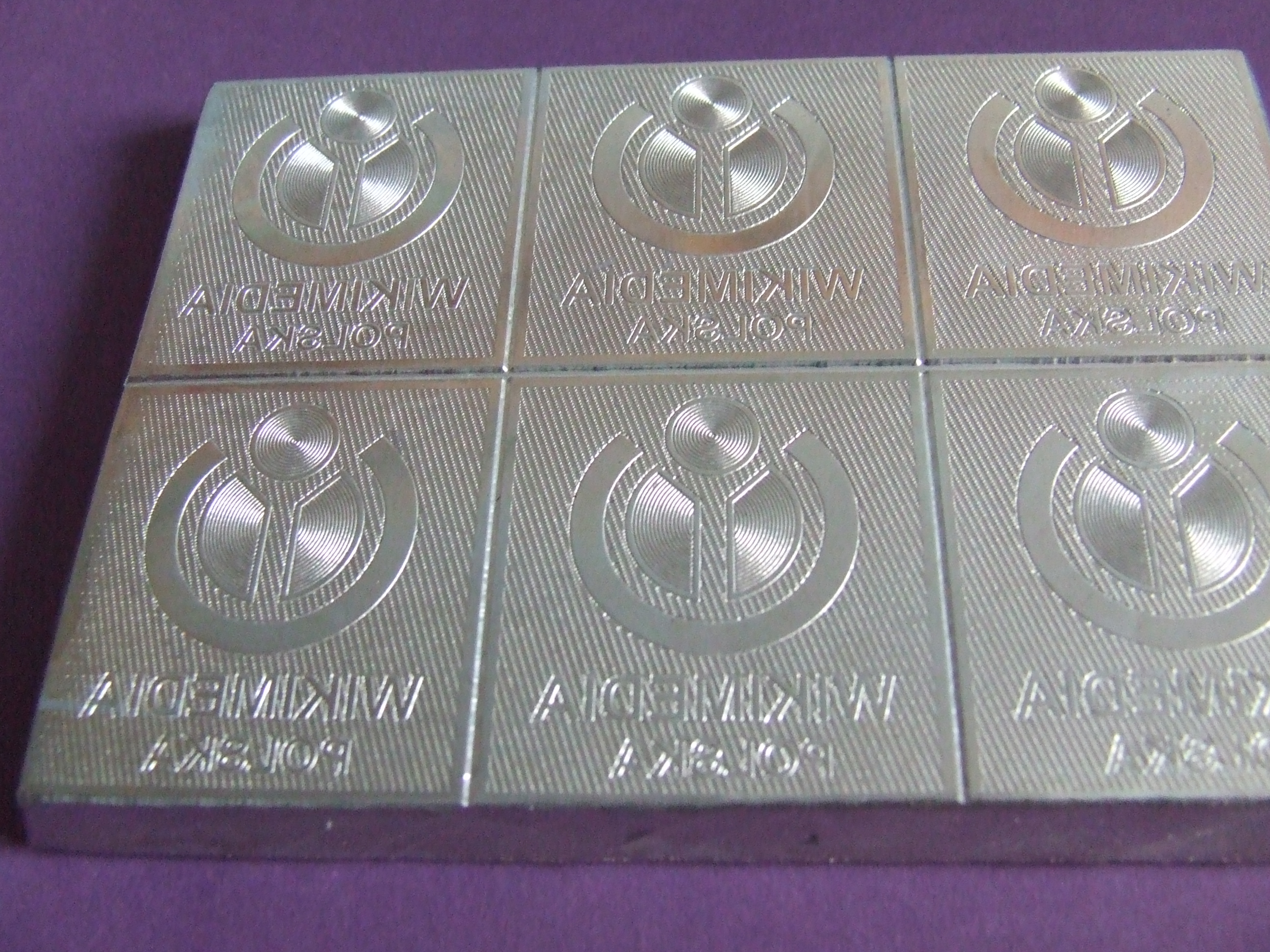
Matryca strukturalna chemigraficzna (magnezowa) ze znakiem Wikimedia - Polska

Matryca strukturalna to stosowana w hotprincie odmiana matryc, których powierzchnia tłocząca pokryta jest lekko zarysowanym rysunkiem lub tematem graficznym. W procesie druku folią do hotprintu oprócz normalnego nanoszenia folii i tworzenia rysunku obramowanego krawędziami matrycy (zwykły hotprint) następuje płytkie przegniecenie powierzchni uszlachetnianego druku rysami struktury i w ten sposób powierzchnia folii uzyskuje fakturę odzwierciedlającą wzór strukturalny matrycy. 
Matryce strukturalne używane są do zastosowań metalicznych, a więc błyszczących folii do hotprintu. Jeśli struktura matrycy posiada regularne, gęste linie (np. wzór choinki: >>>>), wówczas promienie świetlne, odbijając się pod różnym kątem, dają efekt podobny optycznie do wzoru holograficznego.
Matryce strukturalne często wykonuje się jako odmianę matryc grawerowanych przy pomocy maszyn grawerujących sterowanych cyfrowo CNC, pozwalających na wysoką precyzję. Metodą chemigraficzną można również wykonać niektóre rodzaje matryc strukturalnych. Matryce grawerowane strukturalne  mogą być używane do zabezpieczeń z uwagi na wysoce specjalistyczny, drogi sprzęt CNC i trudności z odtworzeniem często skomplikowanych struktur bez ich zapisu cyfrowego. Matryce chemigraficzne strukturalne również można użyć do zabezpieczeń, gdyż nie każda pracownia chemigraficzna jest w stanie poprawnie je wykonać, a dodatkowo zazwyczaj skomplikowane struktury są trudne do odtworzenia, gdy nie ma ich zapisu cyfrowego, z którego zostały wykonane filmy do matryc. Kolejnym zabezpieczeniem może być dyfrakcyjna folia do hotprintu nakładana matrycą strukturalną. Ponadto ozdobny efekt struktury może być wykorzystywany m.in. w złoceniach na opakowaniach, okładkach, ozdobnych drukach (zaproszenia, kartki świąteczne) itp.